# Nonville, Vosges
Nonville är en kommun i departementet Vosges i regionen Grand Est (tidigare regionen Lorraine) i nordöstra Frankrike. Kommunen ligger i kantonen Monthureux-sur-Saône som tillhör arrondissementet Épinal. År 2022 hade Nonville 188 invånare.

## Befolkningsutveckling
Antalet invånare i kommunen Nonville
| Referens: INSEE |